# Bulo Hawo
Bulo Hawo (auch Beled Xaavo, Buuloxaawo oder Bulahawa) ist eine somalische Stadt in der Provinz Gedo am Dreiländereck zu Kenia und Äthiopien.
Die Stadt befindet sich im Einzugsgebiet des Giuba, etwa 210 Meter über Meeresspiegelhöhe in einer wasserarmen, aber intensiv durch Landwirtschaft genutzten Region. Bulo Hawo hatte zum Beginn des Somalischen Bürgerkriegs noch etwa 60.000 Einwohner. Im Januar 2011 befanden sich die meisten Bewohner noch in den Nachbarländern und im Hinterland auf der Flucht. Ungefähr 7500 Bewohner verharren im Niemandsland zwischen Somalia und Kenia.